# Suntory Sunbirds
Suntory Sunbirds (japonês: サントリーサンバーズ, Hepburn: Santorī Sanbāzu) é um time de voleibol masculino japonês da Suntory localizado na cidade de Minoo, em Osaka.

## História
Fundado em abril de 1973, e cujo plantel era reforçado pelo campeão olímpico de 1972, Seiji Oko. Ingressou na Liga Empresarial (atualmente V Challenge League) em 1974, na primeira participação conquistaram o vice-campeonato, nesta que foi a sexta edição do torneio, derrotaram o Kobe Steel na partida de promoção e foram promovidos à elite da Liga Japonesa (atual V.Premier League) em apenas dois anos de atividade.Na temporada 1975-76, terminou na quarta posição na nona edição da Liga do Japão, na qual era estreante. Na temporada seguinte, venceu apenas um jogo e acumulou 9 derrotas e foi rebaixado para segunda divisão
Em 1978, conquistaram o título da X Liga Empresarial, mas perderam para o Toray Kyurinkai (atual Toray Arrows) na partida da promoção. Porém, em 1979 , após conquistar o título da XI Liga Empresarial,  numa revanche derrotaram o Toray Kyurinkai no jogo da promoção e retornaram à Liga Japonesa, após três temporadas. Desde então,  permaneceu na elite japonesa. No mesmo ano, eles venceram o Nippon Kokan, obtendo  em 1979 seu primeiro título de relevância nacional no Campeonato Intermunicipal do Japão (atualmente conhecido como Kurowashiki), tornando-se seu primeiro campeonato nacional em seis anos de fundação.
Na temporada 1984-85 conquistou o segundo lugar na XVIII Liga Japonesa, conquistou  em 1991 pela segunda vez o Campeonato Intermunicipal do Japão (Kurowashiki). Na temporada 1990-91, obteve o vice-campeão da XXIV Liga do Japão e conquistou o tricampeonato no Campeonato Intermunicipal do Japão (Kurowashiki). Em 1994, a Liga Japonesa é substituída pela V. League, na primeira edição sagrou-se campeão pela primeira vez e foi tetracampeão do Kurowashi em 1995, sob o comando do técnico Teruaki Watanabe e no elenco o estadunidense Bob Samuelson.
Na VI edição da V Liga no período de 1999-00, conquistou seu bicampeonato, liderados pelo brasileiro Gilson Bernardo, e o pentacampenato do Kurowashi  e o título da V.Cup, obtendo a tríplice coroa. E até 2003-04, foi o time pentacampeão consecutivamente da V. League, sendo o Gilson Bernardo o melhor jogador das referidas edições, e após sua saída a camisa#16 foi aposentada permanentemente. Na temporada 2004-05, o time não avançou a fase final da V.League, contava no elenco o brasileiro Kid; já no período seguinte, foi vice-campeão da XXI V.League perdendo para o Osaka Blazers Sakai.
Nas edições da V.League de 2007-08 e 2008-09, obteve, o terceiro e o quarto lugar, respectivamente, reforçada pelo brasileiro Leonardo Mello.No período de 2009-10, não figura no pódio, terminando em quinto lugar, mas, conquistou seu primeiro e único título na Copa do Imperador em 2010. Foi finalista na V. Premier League de 2010-11, bronze na edição de 2011-12,  semifinalista em 2012-13 e obteve mais um título do Torneio Kurowashiki, no elenco o brasileiro Wallace Martins.Obteve o sexto lugar na V. Premier League de 2013-14 e no elenco o campeão olímpico Clayton Stanley, sendo novamente vice-campeão na temporada 2014-15, cujo técnico foi Gilson Bernardo, também conquistou o título do 64.º Torneio Kurowashiki, terminando em sétimo na V. Premier League de 2015-16, nas duas últimas jornadas contava com o oposto brasileiro Evandro Guerra e semifinalista na edição de 2016-17.
Na temporada 2017-18, reforça-se com o campeão olímpico pela Rússia, Dmitriy Muserskiy e contrata o técnico brasileiro Leonardo de Carvalho, finalizando na V.Premier League de 2018-19 em quarto lugar e foi campeão da 68.º edição do Torneio Kurowashiki..Foi bronze na V.Premier League 2019-20
Conquistou o bronze na V.Premier League de 2019-20, conquistou os títulos das edições de 2020-21 e 2021-22, sendo que em 2022 conquistou o título do 70.º Torneio Kurowashi e foi vice-campeão do Campeonato Asiático de Clubes. Na temporada de 2022-23, foi vice-campeão da V.Premier League e do 71.º Torneio Kurowashi, e obteve seu primeiro título continental ao vencer Campeonato Asiático de Clubes de 2023, qualificando-se para o Mundial de 2023..

## Títulos

### Continentais
- Campeonato Asiático
- Campeão:2023
- Finalista:2001 e 2022
- Terceiro lugar:2008

### Nacionais
- V.Premier League
- Campeão:1994-95, 1999-00, 2000-01, 2001-02, 2002-03, 2003-04, 2006-07, 2020-21, 2021-22
- Finalista: 1984-85 , 1990-91 , 2005-06 , 2010-11 , 2014-15 , 2022-23
- Terceiro lugar:1991-92, 1998-99, 2007-08, 2011-12 e 2019-20
- Copa do Imperador
- Campeão:2010
- V.Cup
- Campeão:2000

### Regionais
- Torneio de Kurowashiki -
- Campeão:1979 , 1985 , 1991 , 1995 , 2000 , 2013 , 2015 , 2019 , 2022
- Finalista:1986 , 1992 , 1999 , 2023